# Adam Erdődy
 László Adam Erdődy (ur. 30 września 1677 w Bratysławie, zm. 10 maja 1736 w Nitrze) – biskup Nitry (ówcześnie Węgry) od 21 lutego 1707, austriacki dyplomata, z pochodzenia Węgier. Jego brat Gábor Antal Erdődy był biskupem Egeru.
Erdődy został w 1720 roku wysłany jako poseł austriacki na sejm do Warszawy. O audiencję u Augusta II wystąpił, dopiero gdy sejm został już zerwany. Uroczysta audiencja rozpoczęła się 11 listopada 1720 roku od ceremonialnego przywiezienia posła z Marymontu (zwykle przywożono ich przy takich okazjach z Ujazdowa) do pałacu biskupa krakowskiego Konstantego Felicjana Szaniawskiego. Nie obeszło się bez sporów, ponieważ Erdödy życzył sobie, by odprowadzał go marszałek wielki koronny (czyli Józef Wandalin Mniszech), choć zwykle posła odprowadzał jeden z senatorów. Austriackiego posła zadowoliło wreszcie to, że odprowadził go biskup chełmski Aleksander Antoni Fredro. Wjazd do stolicy odbywał się w karocy królewskiej z towarzyszeniem powozów ministrów i senatorów polskich. Wzdłuż trasy przejazdu na warszawskich ulicach stały regimenty gwardii konnej i pieszej. Ulice zostały na tę okazję specjalnie „wychędożone i czyste”.